# João Soares de Paiva
João Soares de Paiva (1140 circa) è stato un nobiluomo e poeta portoghese (vale a dire trovatore), spesso considerato come il primo autore in lingua galiziano-portoghese.

## Biografia
Aveva possedimenti nel Portogallo settentrionale nei pressi delle cascate del fiume Paiva, oltre che in Aragona, vicino a Monzón, Tudela, e Pamplona, in prossimità del confine con la Navarra, come feudi del regno di Aragona. Mentre il sovrano aragonese si trovava in Provenza, i territori aragonesi di João vennero invasi da Sancho VII di Navarra. A questo proposito, João scrisse una cantiga d'escarnho intitolata Ora faz ost'o senhor de Navarra in cui attacca il re di Navarra. 
La datazione di questa cantiga è problematica poiché il re aragonese non è identificato tramite il nome. Se fosse stato Pietro II, allora la poesia sarebbe stata probabilmente scritta o tra il 1200 e 1204, durante un periodo di conflitto tra Navarra e Aragona, o nel settembre del 1213, mentre Pietro si trovava in Linguadoca, dove morirà nella battaglia di Muret. D'altra parte, potrebbe essere stata scritta tra il 1214 e il 1216, mentre il re infante Giacomo I si trovava a Monzón. Tuttavia, le buone relazioni di Giacomo con Sancho rendono verosimile che l'incidente si verificasse nel regno di Pietro. 